# Malvern, Alabama
Malvern là một thị trấn thuộc quận Geneva, tiểu bang Alabama, Hoa Kỳ. Dân số năm 2009 là 1229 người, mật độ đạt 34 người/km².